# Egiptologia
Egiptologia – nauka zajmująca się badaniem historii starożytnego Egiptu.

## Dzieje badań Egiptu Starożytnego

### Pisarze starożytni
Pierwszym pisarzem, który opisał Egipt, był Herodot z Halikarnasu, podróżujący po Egipcie po upadku dynastii saickiej. Jedna z dziewięciu ksiąg jego Dziejów, księga II Euterpe poświęcona jest w całości Egiptowi.

### Wiek XVI i XVII
Pierwsze podróże w celu poszukiwania zabytków rozpoczęły się u schyłku XVI i początku XVII wieku. Pewien nieznany z imienia Wenecjanin odwiedził w 1589 roku Górny Egipt i Dolną Nubię docierając aż do el-Derr. W pozostawionym manuskrypcie zaświadczył, że nie podróżował dla żadnego konkretnego celu, lecz tylko po to, by zobaczyć „tyle pysznych budowli, kościołów, posągów, obelisków i kolumn”. Za najbardziej godne uwagi Wenecjanin uznał świątynie Karnaku i Luksoru. Jedną z ważniejszych postaci był Włoch Pietro della Valle (1586–1652), który odbył w latach 1616–1626 podróż przemierzając całą wschodnią część basenu Morza Śródziemnego, przywożąc do ojczyzny egipskie mumie i manuskrypty koptyjskie. Badania ówczesnych podróżników nie są jeszcze nazywane mianem archeologicznych.
Do rozwoju badań nad piramidami egipskimi przyczynił się poprzez swoje prace John Greaves (1602–1652). W 1646 wydał dzieło Pyramidographia, or a Discours of the Pyramids in Aegypt (Piramidografia, czyli rozprawa o piramidach w Egipcie). Autor dwukrotnie odwiedził Gizę, zmierzył i przebadał piramidy, swoje ustalenia krytycznie skonfrontował z tekstami starożytnymi im poświęconymi. Greaves odwiedził także Sakkarę. Rezultat przeprowadzonych prac był dużo bardziej przenikliwy i dokładny niż jakiekolwiek inne z tego samego okresu.

### Wiek XVIII

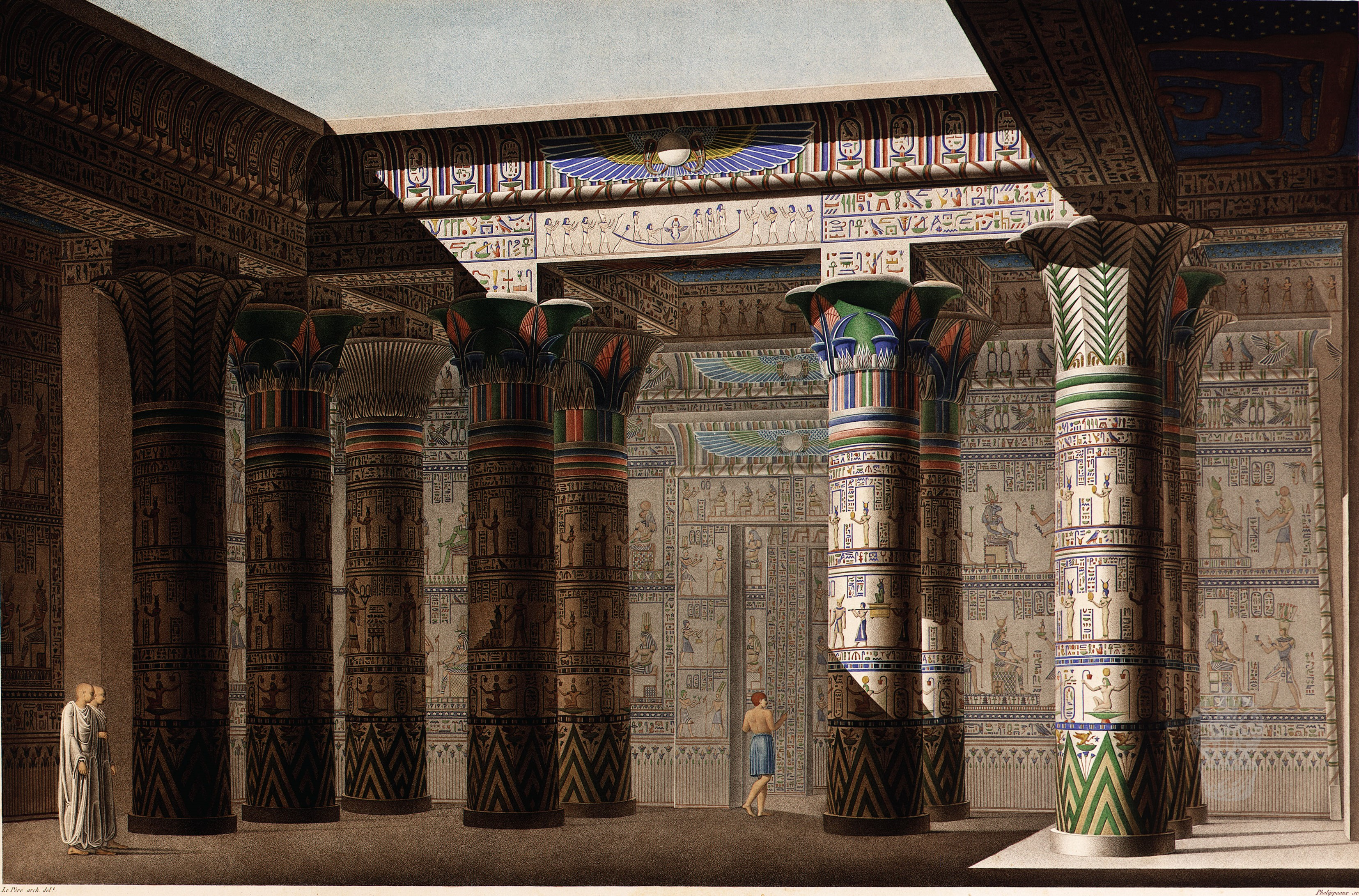
Świątynia na File, sztych z Description de l'Égypte

Od końca XVII wieku wzrasta liczba podróżników odwiedzających Egipt. Dzieła publikowane po powrocie obejmować zaczęły także użyteczne rysunki zabytków. Francuski jezuita Claude Sicard (1677–1726) zbadał z polecenia francuskiego regenta zabytki Górnego Egiptu. On też jako pierwszy nowożytny podróżnik, w oparciu o źródła starożytne, zidentyfikował Teby i prawidłowo określił Kolosy Memnona i Dolinę Królów. Następnym ważnym podróżnikiem był Duńczyk Frederik Ludwig Norden (1708–1742). Dzieło opisu podróży odbytej w latach 1737–1738, wydane już po jego śmierci, wspaniale ilustrowane, wznawiano w kolejnych edycjach od 1751 do końca XVIII wieku. Egiptowi stopniowo poświęcało się coraz więcej miejsca w sławnych publikacjach, m.in. w wielotomowych kompilacjach Bernarda de Montfaucona (publikacja: 1719–1724) i barona de Caylusa (1752–1764).
Egiptologia rozwinęła się szczególnie dzięki wyprawie Napoleona Bonaparte do Egiptu, podczas której założono Instytut Egipski w Kairze. W skład ekspedycji wchodziły nie tylko siły wojskowe, ale także liczna grupa uczonych, którzy jako pierwsi podjęli naukowe badania zabytków starożytnego Egiptu. Opisali oni i utrwalili na rycinach szereg najsłynniejszych zabytków kultury egipskiej m.in. piramidy w Gizie, czy też świątynię na wyspie File.
Do wzrostu zainteresowania egiptologią przyczyniły się dalsze odkrycia naukowe, wśród których przełomowym było odczytanie hieroglifów przez Jeana-François Champolliona. Od tego momentu nastał szał na wszystko, co egipskie. W Anglii stało się modne urządzanie przyjęć, na których punktem kulminacyjnym było odwijanie mumii przywiezionych z krainy faraonów. Początkowo do Egiptu przyjeżdżali hobbyści, w niczym niezwiązani z archeologią. Jednym z nich był lord Carnarvon, który wraz z Howardem Carterem odkrył grobowiec Tutanchamona.

## Egiptologia poza Egiptem
Praca w terenie stanowi niewielką część całej pracy egiptologów. Wielu z nich spędza czas w zaciszu bibliotek i gabinetów studiując uzyskane z wykopalisk zabytki o wartości estetycznej oraz materiały piśmienne.

### Badania nad pismem i językiem
F. Griffith (1862-1934) i Wilhelm Spiegelberg (1870-1930) znacznie wzbogacili wiedzę na temat demotyki i hieratyki, a Adolf Erman przyczynił się do lepszego poznania wcześniejszych faz rozwoju egipskiego. Fundamentalne znaczenie miała wydana w 1927 roku przez sir Alana Gardinera, do dziś niezastąpiona, gramatyka klasycznego języka egipskiego, w której zawarto wyniki prac Gardinera i Battiscombe’a Gunna (1883-1950). W 1944 roku opublikowano rewolucyjne studium H.J. Polotsky’ego, egiptologa, który zmienił rozumienie samego języka we wszystkich okresach rozwoju. W latach 1926–1953 wydano jedenastotomowy słownik Adolfa Ermana i Hermana Grapowa, stanowi on jednak tylko początek studiów nad znaczeniem egipskich słów. Rozwiązanie wszystkich problemów językowych najprawdopodobniej nigdy nie nastąpi.
Szczegółowe studia nad tekstami prowadził Kurt Sethe (1869-1934), badacz wielce dla egiptologii zasłużony. Wniosł swój wkład do niemal wszystkich szczegółowych dziedzin, wydał też najwięcej tekstów. Współpracownik Gardinera, Jaroslav Černy (1898-1970) zasłynął między innymi jako edytor ostraków i innych tekstów kursywnych z Deir el-Medina.
Gerhard Fecht zmienił sposób postrzegania tekstów egipskich wykazując, że większość z nich napisana jest w czymś podobnym do metrum.

### Badania nad sztuką
Do rozwoju badań nad sztuką egipską niezwykle przyczynił się Heinrich Schäfer (1868-1957). Napisał on fundamentalną pracę analizującą sposób przedstawiania przedmiotów i postaci świata naturalnego.
Wszelkie dokonania pokoleń egiptologów stanowią jedynie wstęp do prac, które czekają na wykonanie.
Współczesna egiptologia jest dyscypliną akademicką uprawianą na uniwersytetach, w muzeach i instytutach archeologicznych w ponad 20 krajach. Badaniami nad językiem, historią, literaturą, religią, sztuką zajmuje się około 300 egiptologów.